# Zamek w Valençay
Zamek Valençay (fr. Château de Valençay) – rezydencja rodzin d'Estampes i Talleyrand-Périgord, w Valençay w Dolinie Loary (Departament Indre, Francja). 

## Historia
Zamek położony na płaskowyżu nad rzeką Nahon był budowany przez ponad 200 lat. W 1540 roku przedstawiciel bogatej rodziny finansistów, Jacques d'Estampes, rozpoczął prace budowlane na miejscu wcześniejszego, dwunastowiecznego zamku. pierwszym architektem był Philippe de l'Orme. Prace trwały do XVIII wieku, zakończyła je budowa południowej wieży. Rodzina d'Estampes bardzo krótko mieszkała w ukończonej rezydencji. W 1719 obiekt kupił okryty niesławą bankier John Law, a po nim rodzina Legendre de Villemorien. W 1803, na rozkaz Napoleona Bonaparte, zamek nabył Charles-Maurice de Talleyrand-Périgord, który miał zamienić go na miejsce odosobnienia dla ważnych więźniów pojmanych w czasie wojen napoleońskich. Najbardziej znacznym z nich był król Hiszpanii Ferdynand VII, przetrzymywany w Valençay przez siedem lat. 
Jeszcze za życia Talleyranda zamek przestał pełnić funkcje penitencjarne i został zmieniony w prywatną rezydencję słynnego francuskiego dyplomaty. Był w rękach jego rodziny do 1979, kiedy ostatni właściciel sprzedał obiekt stowarzyszeniu zajmującemu się ochroną zamków francuskich. W czasie II wojny światowej zamek nie został naruszony, gdyż Talleyrandowie mieli powiązania ze szlachtą niemiecką i byli nominalnymi właścicielami księstwa żagańskiego na Śląsku. Dzięki temu udało się przechować na zamku wiele cennych dzieł wyniesionych z zagrożonego Luwru, w tym Wenus z Milo.

## Architektura

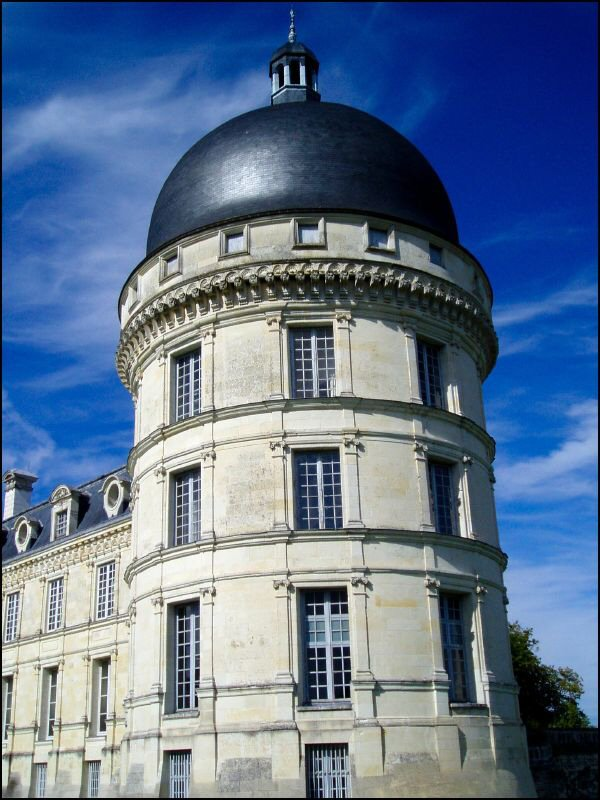
Zamek Valençay, wieża narożna

Zamek wzniesiony jest na planie czworoboku, z czterema okrągłymi wieżami, całość utrzymana jest w stylu renesansowym, wyłączając klasycystyczne modyfikacje i płaskorzeźby dekoracyjne dodane w XVIII i na początku XIX wieku. Z zewnątrz obiekt dekorowany jest przede wszystkim poprzez niewielkie pilastry i obramowania okien, utrzymane w trzech greckich porządkach: doryckie na najniższej kondygnacji, następnie jońskie i korynckie. Wewnętrzny dziedziniec z fontanną otaczają arkadowe łuki dookoła całego obiektu. 
Wnętrze obiektu to ponad sto pomieszczeń utrzymanych przede wszystkim w stylu cesarstwa. W części sal mieści się ekspozycja poświęcona życiu i działalności Talleyranda. 
Zamek otacza park o powierzchni 40 hektarów, ogrody (z XX wieku) oraz winnice założone za czasów Talleyranda. Dziś część parku zamieniona została na ogród zoologiczny.

## Literatura
- R.P. Raoul, Guide historique de Valençay. Le château-l'église-le tombeau de Talleyrand, Chateauroux: Laboureur, 1953.